# Olbia Challenger (1996-2005)
L'Olbia Challenger è stato un torneo professionistico di tennis giocato dal 1996 al 2005 su campi in terra rossa. Faceva parte dell'ATP Challenger Series. Si giocava annualmente a Olbia in Italia.

## Albo d'oro

### Singolare
| Anno       | Campione                | Finalista                | Punteggio     |
| ---------- | ----------------------- | ------------------------ | ------------- |
| 1996       | Omar Camporese          | Marzio Martelli          | 4–6, 6–4, 6–3 |
| 1997       | Diego Nargiso           | Daniele Musa             | 5–7, 6–2, 6–3 |
| 1998       | Daniele Bracciali       | Eyal Ran                 | 7–6, 6–4      |
| 1999       | Stefano Pescosolido (1) | Giorgio Galimberti       | 6–7, 6–4, 7–6 |
| 2000- 2001 | Non disputato           | Non disputato            | Non disputato |
| 2002       | Didac Perez-Minarro     | Leonardo Olguín          | 2–6, 6–4, 6–3 |
| 2003       | Nicolás Almagro         | Martín Vassallo Argüello | 6–2, 6–3      |
| 2004       | Stefano Pescosolido (2) | Daniel Köllerer          | 6–1, 6–2      |
| 2005       | Tomas Behrend           | Alessio Di Mauro         | 6–1, 4–6, 7–5 |

### Doppio
| Anno       | Campioni                                 | Finalisti                            | Punteggio     |
| ---------- | ---------------------------------------- | ------------------------------------ | ------------- |
| 1996       | Nicola Bruno Stéphane Simian             | Geoff Grant Maurice Ruah             | 7–5, 6–4      |
| 1997       | Geoff Grant Maurice Ruah                 | Mosè Navarra Stefano Pescosolido     | 3–6, 6–2, 7–5 |
| 1998       | Todd Larkham Chris Wilkinson             | Thomas Shimada Filippo Veglio        | 3–6, 6–3, 7–6 |
| 1999       | Omar Camporese Giorgio Galimberti (1)    | Filippo Messori Massimo Valeri       | 6–4, 6–1      |
| 2000- 2001 | Non disputato                            | Non disputato                        | Non disputato |
| 2002       | Filippo Messori Vincenzo Santopadre (1)  | Sergi Bruguera Juan Antonio Marín    | 3–6, 6–4, 6–4 |
| 2003       | Alessio Di Mauro Vincenzo Santopadre (2) | Julien Jeanpierre Mike Scheidweiler  | 2–6, 6–4, 6–2 |
| 2004       | Daniele Bracciali Giorgio Galimberti (2) | Hermes Gamonal Ignacio Gonzalez-King | 6–3, 6–4      |
| 2005       | Massimo Bertolini Uros Vico              | Alessio Di Mauro Tomas Tenconi       | 6–4, 6–4      |